# Monique Annaud-Baltzer
Pour les articles homonymes, voir Annaud (homonymie) et Baltzer.
 (novembre 2016).
Monique Annaud-Baltzer, née Monique Rossignol, le 19 février 1945 à Neuilly-sur-Seine, est une productrice audiovisuelle française. 

## Carrière
Monique Annaud passe son enfance en Afrique, au Sénégal puis au Cameroun. 

### Journalisme
De 1964 à 1967, elle est documentaliste aux services culturels de l’Ambassade de France à Yaoundé. Elle rentre en France en 1968 et travaille comme styliste, puis journaliste indépendante (Show Business, Les Informations, Stratégie). En 1975, Gérard Lebovici lui propose de prendre la rédaction en chef du journal professionnel Le Film français, qu’elle dirige jusqu’en 1979.

### Production
Elle abandonne ensuite le journalisme pour la production audiovisuelle. Alors que le dessin animé japonais fait une entrée fracassante sur le marché audiovisuel avec Goldorak, elle décide à contre-courant d’adapter pour la TV Les Malheurs de Sophie en fiction. Diffusée pour les fêtes de fin d’année 1980, la série est un succès, avant d'être remontée pour le cinéma et de faire l'objet d’une exploitation salle et cassette de longue durée. 
En 1981, elle rejoint Hexatel, filiale française de Beta Films, où elle valorise le catalogue pour enfants (Maya l’abeille, Le Merveilleux Voyage de Nils Holgersson à travers la Suède, etc.), ce qui lui vaudra plus tard d’être engagée par le groupe Hachette pour créer la première chaîne câblée à thématique Jeunesse. 
En octobre 1985, dans un contexte tendu (prémices de la politique de Charles Pasqua et des charters de la Honte), épaulée par Christian Fechner, elle produit Black Mic-Mac. Le film est un succès et révèle un metteur en scène (Thomas Gilou) et un acteur (Isaac de Bankolé qui obtient le César du meilleur espoir masculin). 
De 1985 à 1989, Monique Annaud dirige Canal J où elle impose la présence « d’enfants présentateurs », concept qu’elle déclinera dans la série Canaille Plus, journal télévisé détourné par des enfants, qui sera diffusé par Canal+ et donnera par la suite son nom à la case jeunesse de la chaîne.
À partir de 1989, Monique Annaud se consacre à sa société de production, Chrysalide Films, dans laquelle Canal + prend une participation financière. Pour la télévision, elle produit des séries à gros budget auxquelles participent des acteurs de cinéma (Emmanuelle Béart, Richard Bohringer, Stéphane Freiss, Jackie Bisset, Rob Lowe, Martin Sheen). Au cinéma, elle développe une politique de coproduction internationale, notamment avec l’Italie, l’Espagne, le Brésil et d'autres pays, tout en produisant des films plus personnels comme Le Ballon d’Or, qui réunit ses deux thèmes de prédilection : l’enfance et l’Afrique. En 1994, elle vend sa société à Canal+ et cesse ses activités audiovisuelles.

## Filmographie

### Cinéma / Productrice
- 1981 : Les Malheurs de Sophie  de Jean-Claude Brialy
- 1986 : Black Mic Mac de Thomas Gilou
- 1987 : Rio Ozone de Carlos Diegues (Sélection officielle Festival de Cannes)
- 1988 : Black Mic Mac 2 de Marco Pauly
- 1988 : Mignon est partie de Francesca Archibugi (Prix du meilleur film pour la jeunesse à San Sebastien, 5 David de Donatello en Italie)
- 1988 : El Dorado de Carlos Saura (Sélection officielle Festival de Cannes)
- 1989 : Mona et moi de Patrick Grandperret  (Perspectives Cinéma Français Cannes 89, Grand Prix du Festival de Belfort)
- 1989 : Christian de Gabriel Axel (Sélection Festival de Venise)
- 1990 : Plein fer  de Josée Dayan (Perspectives Cinéma Français Cannes 90, Prix Georges Brassens Festival de Sète)
- 1991 : Macao, mépris et passion de Luís Filipe Rocha
- 1992 : François Truffaut, portraits volés de Serge Toubiana et Michel Pascal.
- 1993 : Le Ballon d'or de Cheik Doukouré (Prix du meilleur scénario pour la jeunesse, Prix du Jury Enfants Festival de Berlin 94)
- 1993 : Il grande cocomero de Francesca Archibugi (Sélection officielle Festival de Cannes. Prix œcuménique)
- 1993 : Les Braqueuses de Jean-Paul Salomé
- 1993 : Friends d’Elaine Proctor (Sélection officielle Cannes 93, mention spéciale du jury Caméra d’Or)

### Télévision / Productrice

#### 1989: Les Jupons de la Révolution
- Marie Antoinette de Caroline Huppert avec Emmanuelle Béart
- Talleyrand de Vincent de Brus avec Stéphane Freiss
- Madame Tallien de Didier Grousset avec Catherine Wilkening
- Marat de Maroun Bagdadi avec Richard Bohringer
- Théroigne de Méricourt de Miguel Courtois avec Olivia Brunaux
- Mirabeau de Claude Faraldo avec Bernard-Pierre Donadieu

#### 1990: Comédies romantiques
- Une femme parfaite de Charlotte Brandstrom avec Rosanna Arquette
- L’ambassade en folie de Baz Taylor avec Judge Reinhold
- Les belles américaines de Carol Wiseman avec Joanna Cassidy
- Les époux ripoux de Carol Wiseman avec Patsy Kensit et Stéphane Freiss
- Un amour de banquier de Tim Prager avec Martin Sheen et Jackie Bisset
- Le soulier magique de Tom Clegg avec Rob Lowe et Jennifer Grey

#### 1991: Le Gang des tractions 6 x 90 min
- La java bleue, Marché noir, Station liberté de François Rossini
- Saint-Germain, Dernier round, L’homme aux chiens de Josée Dayan

#### 1992: Comédies romantique 2
- Un drôle de méli mélo de Baz Taylor avec Ally Sheedy
- Passeport pour la ruine de Charlotte Brandstrom avec Petter Weller
- RSVP de Tony Gilroy avec Patrick Dempsey
- Mon Dieu on a tué ma femme de Baz Taylor avec Jeff Goldblum et Mimi Rogers
- Fausse note pour un mariage de Carol Wiseman avec Molly Ringwald
- Amour et chocolat de Josée Dayan avec Bo Derek